# Cornelis Lampsins
Cornelis Lampsins (o van Lampsin, también escrito como Corneille Lampsius  (Vlissingen, 17 de septiembre de 1600-ibidem, 2 de septiembre de 1664) fue, junto con su hermano Adrian, barón de Tobago de 1662 a 1664. Nació en 1600 en el seno de una acaudalada familia de comerciantes holandeses y participó en la colonización temprana del Caribe, en la década de 1630. Poseía una flota de más de trescientos barcos mercantes y ayudó a fundar las colonias de Martinica y Santo Tomás.
En 1654, los hermanos Lampsins lideraron una expedición colonial holandesa a Tobago, que entonces era Nueva Curlandia. Hubo una gran disputa entre los colonos curonianos y holandeses, y cuando Curlandia se rindió a Suecia en 1659, los hermanos Lampsins tomaron el control de la colonia. En 1662, los hermanos fueron elevados a barones por el rey francés Luis XIV, y la familia Lampsins reinó hasta la invasión inglesa de la isla en 1666.
Cornelius Lampsins tuvo dos hijos, Jan y Geleyn, quienes participaron en la gestión del asentamiento en Tobago junto con su tío. Los descendientes de los hermanos Lampsins conservaron muchos derechos sobre la isla hasta 1749.